# 堀田興重
堀田 興重（ほった おきしげ）は、戦国時代から江戸時代初期にかけての人物。通称は作兵衛。

## 人物
興重の妹は真田信繁が上田にいた頃に、興重の養女として信繁の側室となり、長女「すへ」、次女「於市」を産んだ。ただし、次女の於市に関しては、母親は高梨内記の娘という説もある。
興重は、第二次上田合戦後は真田昌幸・信繁らには従わずに上田に残った。そして慶長年間の関ヶ原の戦いから大坂冬の陣の前までに、すへを養女とし、小県郡長窪宿（長久保宿、現在の長和町）の本陣、石合十蔵（道定または重定）へ嫁がせている。
その後、興重は信繁を慕って出奔。大坂城へ入城して冬の陣を戦い、大坂夏の陣で戦死した。
大坂の陣終結後、興重の妻女は真田信之によって上田へ身柄を移された。興重の娘のひとりは幕府の詮議により大坂で処刑されたとの話も残る。
嫡男の又兵衛（源内）は石合家に預けられており、寛永16年（1639年）に詮議を受けたが、落城後24年も経過していることもあり、咎めはなかった。

## 登場する作品
- 『真田丸』（2016年、NHK大河ドラマ、演：藤本隆宏）